# Trechus brevicorpus
Trechus brevicorpus is een keversoort uit de familie van de loopkevers (Carabidae). De wetenschappelijke naam van de soort is voor het eerst geldig gepubliceerd in 1993 door Belousov et Kabak.